# Jamie Pittman
Jamie Pittman (* 18. Juli 1981 in Brisbane) ist ein ehemaliger australischer Profiboxer.

## Amateurkarriere
Jamie Pittman gewann als Amateur 111 von 137 Kämpfen. Er wurde Australischer Meister 1999 im Weltergewicht, 2002 im Halbmittelgewicht und 2003 im Mittelgewicht.
Bei Ozeanischen Meisterschaften gewann er 1999 Gold im Weltergewicht, 2002 Bronze im Halbmittelgewicht, sowie 2004 Gold im Mittelgewicht. Im Finale 2004 besiegte er Richard Rowles. Zudem gewann er die Goldmedaille bei den Commonwealth-Meisterschaften 2003 in Malaysia durch Finalsieg gegen Eamon O’Kane.
Darüber hinaus war Pittman Teilnehmer der Commonwealth Games 2002 in England, des Weltcups 2002 in Kasachstan und der Weltmeisterschaften 2003 in Thailand.
Bei den Olympischen Spielen 2004 in Griechenland schied er in der Vorrunde gegen Lukas Wilaschek aus.
Gegner seiner Amateurlaufbahn waren unter anderem die später erfolgreichen Profiboxer Jean Pascal und Gennadi Golowkin.

## Profikarriere
Pittman wechselte nach den Olympischen Spielen ins Profilager und gewann in den Folgejahren einige regionale Titel. In seinem einzigen Profikampf außerhalb Australiens, boxte er am 5. April 2008 im Castello Düsseldorf in Deutschland um die WBA-Weltmeisterschaft im Mittelgewicht, unterlag dabei jedoch dem deutschen Titelträger Felix Sturm durch technischen Knockout in der siebenten Runde. Im Jänner 2013 bestritt er seinen letzten Kampf, blieb dem Sport aber als Trainer erhalten.

### Titel als Profi
- Australischer Meister im Supermittelgewicht
- WBF-Weltmeister im Supermittelgewicht
- PABA-Meister im Mittelgewicht
- WBO-Asien-Pazifik-Meister im Mittelgewicht
- WBA-Pan-Afrika-Meister im Mittelgewicht